# بيت جباري (مذيخرة)

تعديل مصدري - تعديل

بيت جباري محلة تابعة لقرية المزهر، التابعة لعزلة المزهر بمديرية مذيخرة إحدى مديريات محافظة إب في الجمهورية اليمنية، بلغ تعداد سكانها 21 حسب تعداد اليمن لعام 2004.